# Tricastin
Il Tricastin è una regione storica e naturale del sud della Francia, in Provenza. Ha il suo centro nel paese di Saint-Paul-Trois-Châteaux, e comprende territori del sud-est della Drôme e del nord-ovest della Vaucluse.
Deve il suo nome alla tribù gallica dei Tricastini, antichi abitatori dell'area. Questi avevano la loro capitale nell'odierna Saint-Paul, da loro chiamata Noviomagus, divenuta poi Augusta Tricastinorum sotto il regno di Augusto e successivamente Colonia Flavia Tricastinorum. Il nome attuale della città, Saint-Paul-Trois-Châteaux, è di origine medievale; la designazione "Trois-Châteaux" ("Tre castelli") deriva da una confusione linguistica tra il termine "Tricastini" (riferito appunto alla tribù celtica) e "Tria Castra", che significa appunto "Tre Castelli" in lingua latina.
Attualmente, la regione ospita una centrale elettronucleare e i vigneti da cui si ricava il vino AOC Coteaux du Tricastin.